# Васильевское сельское поселение (Волгоградская область)
Васи́льевское се́льское поселе́ние — муниципальное образование в Октябрьском районе Волгоградской области Российской Федерации.
Административный центр — село Васильевка.

## География
Село Васильевка находится в 35 километрах к северо-западу от районного центра. В ведении Васильевского сельсовета, площадь которого составляет 19,3 тыс. га, находится село Капкинка, школа, медучреждение, магазины, пекарня. Через село протекает река Мышкова — место гнездования водоплавающих птиц.

## История
Статус и границы сельского поселения установлены Законом Волгоградской области от 15 декабря 2004 года № 968-ОД «Об установлении границ и наделении статусом Октябрьского района и муниципальных образований в его составе».
Исход Сталинградской битвы во многом решился в этих местах, когда новообразованная вермахтом группа армий «Дон»(нем. Heeresgruppe Don) под командованием фельдмаршала Манштейна предприняла попытку прорыва блокады окружённых войск 6-й армии генерала Фридриха Паулюса (Операция «Винтергевиттер» (нем. Wintergewitter, Зимняя гроза)). Этот эпизод войны описывается в романе Юрия Бондарева «Горячий снег»

## Население
| 2010 | 2012 | 2013 | 2014 | 2015 | 2016 | 2017 |
| ---- | ---- | ---- | ---- | ---- | ---- | ---- |
| 510  | ↘497 | ↘486 | ↘473 | →473 | ↘446 | ↘443 |
| 2018 | 2019 | 2020 | 2021 |      |      |      |
| ↘428 | ↘416 | ↘396 | ↘387 |      |      |      |

## Состав сельского поселения
| № | Населённый пункт | Тип населённого пункта       | Население |
| - | ---------------- | ---------------------------- | --------- |
| 1 | Васильевка       | село, административный центр | ↘411      |
| 2 | Капкинка         | село                         | 99        |

## Известные уроженцы
- Гузев Михаил Михайлович — директор Волжского гуманитарного института (филиала) Волгоградского государственного университета, д.э.н., профессор. Уроженец села Капкинка.

## Достопримечательности
Братская могила советских воинов, погибших в дни Сталинградской битвы. Обелиск сооружен в 1958 г.